# Puebla de Zaragoza
Puebla de Zaragoza, ufficialmente Heroica Puebla de Zaragoza e nota anche come Puebla de los Ángeles, Angelópolis o semplicemente Puebla, è una città del Messico e capoluogo dell'omonimo stato. Con oltre 3 milioni di abitanti è la quinta città del paese per popolazione mentre con la circostante area metropolitana raggiunge una popolazione di circa 3,2 milioni di abitanti.

## Origini del nome
I toponimi di Puebla de los Ángeles e Angelópolis derivano dalla credenza che la città sia stata disegnata dagli angeli, tanto che nel 1532 con decreto della regina Isabella di Portogallo le fu concesso il titolo di Ciudad de los Ángeles (letteralmente: Città degli Angeli).
Con decreto del Presidente Benito Juárez del 1862 la città è divenuta nota come Puebla de Zaragoza, in onore del generale Ignacio Zaragoza, eroe della battaglia di Puebla. Successivamente con decreto del Congresso di Stato di Puebla del 1950 il nome ufficiale della città è divenuto Heroica Puebla de Zaragoza e poi, sempre con decreto congressuale nel 2014, Cuatro Veces Heroica Ciudad de Puebla de Zaragoza.

## Storia
Puebla, che si trova in una fertile vallata, è affiancata da alcuni vulcani, tra cui il Popocatépetl e l'Iztaccíhuatl. Fondata dagli spagnoli nel 1531, non ha per questo un passato pre-ispanico, tanto da renderla la città con maggior affinità culturale con gli spagnoli.
Il 5 maggio 1862 vi ebbe luogo la battaglia di Puebla, nella quale le forze di invasione francesi tentarono di conquistare la città. L'esercito e la popolazione locale furono, però, in grado di respingere l'attacco e da allora quello scontro rappresenta una delle vittorie militari più importanti del Messico.

## Cultura
Il centro della città, che si sviluppa attorno allo Zócalo, è ricco di edifici in stile coloniale, motivo per cui è stato dichiarato Patrimonio dell'umanità dall'UNESCO. La Cattedrale, pregevole esempio di architettura barocca, si affaccia sulla piazza; le sue due torri sono le più alte dell'intero Messico.
È sede della Benemérita Universidad Autónoma de Puebla.

## Amministrazione

### Gemellaggi[1]
- Wuxi
- Wŏnsan
- San José
- Cuenca
- Cusco
- Arequipa
- Wolfsburg
- Łódź
- Fitero
- León
- Pueblo
- Oklahoma City

## Economia
Puebla è sede di un importante distretto automobilistico dovuto all'insediamento dello Stabilimento Volkswagen, dove si produce, tra gli altri modelli, il Maggiolino. Vi sono ancora alcune produzioni agricole stabilite nel comune, ma il degrado ambientale e la crescita della città stanno rendendo minore  questo settore dell'economia. Le coltivazioni includono mais, fagioli, grano, avena, avocado, pere, mele, pesche, ciliegie, spine messicani, noci e sapote bianco. L'allevamento avviene in piccoli appezzamenti ai confini del comune. Vi sono allevamenti di bovini, suini, ovini e cavalli.
Circa l'ottanta per cento dell'economia è localizzata alla periferia della città, così come in alcuni comuni limitrofi. I prodotti principali includono i metalli di base, prodotti chimici, prodotti elettrici e tessuti. I principali datori di lavoro sono Hylsa e lo stabilimento della Volkswagen. Un settore in crescita è la trasformazione alimentare. Molte industrie sono consolidate nei parchi, come il Parco Industriale 5 maggio Zona Industriale Resurrezione e il Parco Industriale di Puebla 2000.